# 屏東縣私立屏榮高級中學
屏榮學校財團法人屏東縣屏榮高級中學，簡稱為屏榮高中、PRHS，位於屏東縣屏東市，為一所私立高中。

## 校史
- 1957年，職、補校奉台灣省政府教育廳函准立案，校名為屏榮商業職業學校，僅設立商業科高、初級部。
- 1968年，配合九年國民義務教育之實施，結束初級部並增設工科，有電子設備修護科、建築製圖科、化驗科及商業科，校名改為屏東縣屏榮高級商工職業學校暨附設商業職業補習學校。
- 1970年，改名為台灣省屏東縣私立屏榮高級商工職業學校暨附設商工職業補習學校。
- 1974年，商業科劃分為綜合商業、會計統計、國際貿易事務科等三科，化驗科改為化工科。
- 1986年，電子設備修護科改為電子科。
- 1988年，增設資訊科，綜合商業科改為商業經營科，會計統計科改為會計事務科，國際貿易事務科改為國際貿易科。
- 1989年，增設資料處理科。
- 1990年，增設應用外語科日文組。
- 1999年，廢除化工科、會計事務科。
- 2000年，增設普通科、餐飲管理科、建築製圖科改為室內空間設計科，補校改名為屏榮高級商工職業學校附設進修學校。
- 2001年，增設特教班：綜合職能科，廢除商業經營科、室內空間設計科。
- 2002年，增設幼保科。
- 2004年，改制更名為屏東縣屏榮高級中學。
- 2005年，成立附設托兒所、安親班暨托嬰中心。
- 2007年，廢除綜合職能科。
- 2010年，廢除綜合高中。
- 2011年，更名屏榮學校財團法人屏東縣屏榮高級中學。[1][2]
- 西元2018年，增設多媒體設計科。
- 西元2019年，合併國際貿易科及資料處理科，另改名為電子商務科
- 西元2022年，增設國中部

## 歷任校長
| 歷屆校長 |        |                      |              |          |  |
| 屆次     | 姓名   | 在職期間             | 在職期間合計 | 異動原因 |  |
| 1        | 蔡江來 | 1957年9月至1986年6月 | 28年10月     | 病逝     |  |
| 2        | 陳銘欽 | 1986年6月至1987年8月 | 1年2月       | 代理屆期 |  |
| 3        | 蔡文賢 | 1987年8月至2014年7月 | 27年         | 退休     |  |
| 4        | 徐福祥 | 2014年7月至2022年7月 | 8年          | 退休     |  |
| 5        | 李欣蔓 | 2022年8月至          | -            | -        |  |

## 外部連結
- 屏榮高級中學 （页面存档备份，存于）